# Friedrich Wilhelm Schneidewin

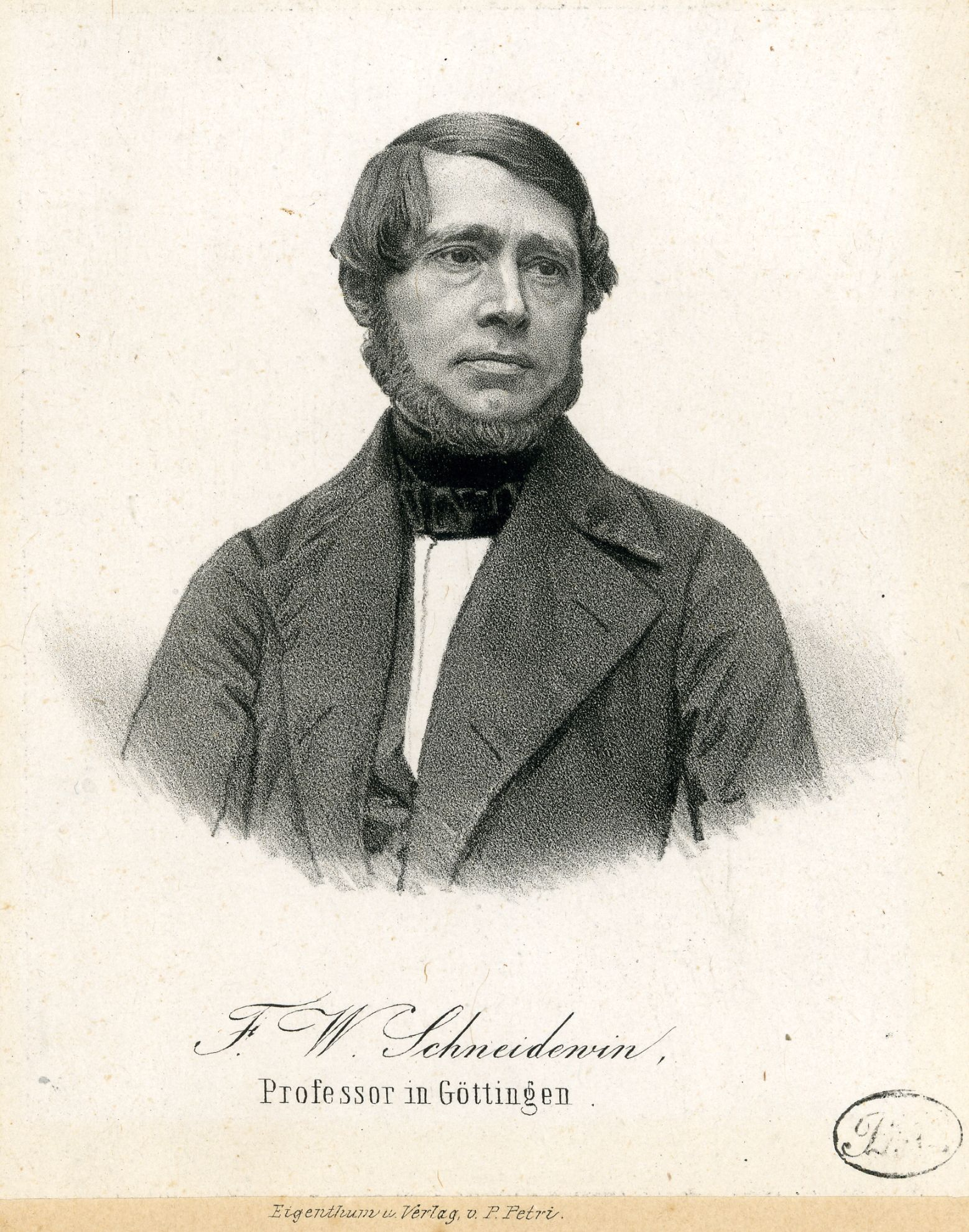
Friedrich Wilhelm Schneidewin

Friedrich Wilhelm Schneidewin (* 6. Juni 1810 in Helmstedt; † 11. Januar 1856 in Göttingen) war ein deutscher Altphilologe.
Schneidewin war ab 1837 außerordentlicher, ab 1842 ordentlicher Professor für klassische Sprachen und Literatur an der Universität Göttingen. Er war der erste Herausgeber der 1848 begründeten Zeitschrift Philologus. Seine Söhne waren der evangelische Philosoph und Altphilologe Max Schneidewin (1843–1931) und der Gymnasiallehrer Hermann Schneidewin (1848–1889).

## Schriften (Auswahl)
- Delectus poesis Graecorum. Göttingen 1838–39, 3 Teile.
- Corpus paroemiographorum Graecorum. Göttingen 1839, zusammen mit Ernst von Leutsch; Nachdruck Olms, Hildesheim 1958.
- Sophokles erklärt. 8 Bände. Weidmann, Berlin 1849–1854.